# Nazri Nasir
Nazri Nasir est un footballeur international singapourien né le 17 janvier 1971 à Singapour. Il évoluait au poste de milieu défensif entre 1988 et 2008 avant de se reconvertir en entraîneur.

## Biographie

### Carrière de joueur
Nazri Nasir passe l'entièreté de sa carrière sportive dans des clubs singapouriens, à commencer par le Jurong Town (en) qui le forme en 1987 avant de l'embaucher l'année suivante.
Après trois ans passés dans le club, Nasir passe par 5 clubs différents, tous basés à Singapour, avant d'arriver au Tampines Rovers FC en 2002 où il reste jusqu'à la fin de sa carrière en 2008.

### Carrière en équipe nationale
Nazri Nasir joue son premier match en équipe nationale le 13 septembre 1990 lors d'un match amical contre la Malaisie (victoire 3-0). Il marque son premier but en sélection, le 3 décembre 1991 contre les Philippines (victoire 2-0).
Lors de sa dernière sélection le 12 juillet 2004, il honore sa 100e sélection lors d'un match amical face à la Malaisie (défaite 2-0). 
Au total, il compte 100 sélections officielles et 12 buts en équipe de Singapour entre 1990 et 2004. Il est le capitaine de l'équipe de Singapour entre 1997 et 2003.

### Carrière d'entraîneur
Fort de la confiance que lui accorde le Tampines Rovers FC jusqu'à la fin de sa carrière, Nazri Nasir devient le manager général du club en 2008 pour une saison. Après une courte pause dans sa carrière professionnelle entre 2009 et 2012, il entraine deux équipes singapouriennes avant d'être nommé entraîneur adjoint puis par intérim de l'équipe de Singapour de football en 2018 et 2019.
En 2020, il devient l'entraîneur de l'équipe nationale des moins de 22 ans avant d'entraîner les Young Lions depuis 2021. La même année, il remplace brièvement Mehmet Durakovic au Perak FA, sa première expérience professionnelle en Malaisie et d'une manière générale en dehors de Singapour.
En 2022, il assure l'intérim de l'entraîneur de son équipe nationale.

## Palmarès

### En club
- Avec le Jurong Town :
  - Vainqueur de la Coupe de Singapour en 1988 et 1989

- Avec le Singapour FA :
  - Champion de Malaisie en 1994
  - Vainqueur de la Coupe de Malaisie en 1994

- Avec le Singapour Armed Forces :
  - Champion de Singapour en 1997, 1998 et 2000
  - Vainqueur de la Coupe de Singapour en 1997 et 1999

- Avec le Tampines Rovers :
  - Champion de Singapour en 2004 et 2005
  - Vainqueur de la Coupe de Singapour en 2002, 2004 et 2006

### En sélection nationale
- Vainqueur du Championnat d'Asie du Sud-Est en 1998

## Statistiques

### Buts en sélection
Le tableau suivant liste les résultats de tous les buts inscrits par Nazri Nasir avec l'équipe de Singapour.